# みすずコーポレーション
株式会社みすずコーポレーションは日本の食品メーカー。凍り豆腐（高野豆腐）のシェアは旭松食品に次ぐ乾物業界の大手。本社は長野県長野市。支店は東京都中央区と大阪市、名古屋市、広島市に、営業所は仙台市と福岡市に置いている。
社名および商標名は信濃にかかる枕詞「水篶（みすず）刈る」に由来する。

## 概要
国内で初めてアンモニア使用による膨軟加工法による凍り豆腐の量産に成功した企業である（現在は重曹を使用している。詳しくは高野豆腐を参照）。
凍り豆腐のほか、なめ茸や蕎麦（現在は製造していない）など、地場産地を生かした商品開発が多い。近年は健康食品事業も展開している。

## 主な商品
- みすず豆腐（凍り豆腐）
- なめ茸
- いなり寿司の素
- うどんあげ（きつねあげ）
- 健康食品

## 広報活動

### テレビ提供
現在
- 諏訪湖祭湖上花火大会生中継（SBC信越放送、TBS制作・BS-TBS）

過去
- 朝だ!生です旅サラダ（ABC制作・テレビ朝日系列）
- 上沼恵美子のおしゃべりクッキング（ABC制作・テレビ朝日系列）※ヒッチハイク・隔日※2015年10月〜2016年3月まで。後継はメイスイ。